# Йохан Герхард фон Мандершайд-Геролщайн
Йохан Герхард фон Мандершайд-Геролщайн (на немски: Johann Gerhard von Manderscheid-Gerolstein; Hans Gerhard von Manderscheid-Gerolstein; * 16 юни 1536; † 5 октомври 1611, Геролщайн) е граф на Мандершайд-Геролщайн.

## Произход
Той е единственият син на граф Герхард фон Мандершайд-Геролщайн-Бланкенхайм-Бетинген (1491 – 1548) и съпругата му Франциска фон Монфор (1514/1515 – 1544), дъщеря на граф Георг II фон Монфор-Брегенц-Пфанберг († 1544). Внук е на граф Йохан I фон Мандершайд-Бланкенхайм-Геролщайн (1446 – 1524) и съпругата му Маргарета фон Марк д' Аренберг († 1542), дъщеря на Еберхард III фон Марк-Аренберг, бургграф на Брюксел, губернатор на Люксембург († 1496). Племенник е на граф Арнолд I фон Мандершайд-Бланкенхайм (1500 – 1548).
Йохан Герхард има четири сестри: Мария (1535 – 1569), омъжена за Йохан IV бургграф фон Монфор († 1580, 1584), Йозина (1537 – 1579), Маргарета (1538 – 1603) и Хелена (1540 – 1617/1619), омъжена 1564 г. за Райналд IV фон Бредероде-Фианен († 1584).

## Фамилия
Йохан Герхард се жени на 22 май 1555 г. за Маргарета вилд-и Рейнграфиня Нойвил-Даун (* 23 април 1540; † 27 октомври 1600), дъщеря на вилд-и Рейнграф Филип Франц фон Залм-Даун-Нойфвил (1518 – 1561) и Мария Египтиака фон Йотинген-Йотинген († 1559). Те имат 13 деца:
- Филипа Сидония (1557 – 1602), омъжена на 10 юли 1571 г. за граф Флорис I фон Кулембург, фрайхер фон Палант-Витем-Вердт (1537 – 1598)
- Йохан Филип (1558 – 1620)
- Магдалена (1559 – 1579)
- Анна Марта (1560 – 1560, 1570)
- Вилхелм (1563 – 1580)
- Герхард (1564 – 1582)
- Вернер (1566 – 1566, 1575)
- Маргарета Елизабет (1569 – 1604)
- Якоб Христоф (1573 – 1582)
- Карл фон Мандершайд-Геролщайн (1574 – 1649), граф на Мандершайд-Геролщайн (1611 – 1649), женен на 29 февруари 1604 г. за Анна Салома фон Мандершайд (1578 – 1648)
- Анна Маргарета (1575 – 1606), омъжена I. на 9 март 1596 г. за граф Вирих VI фон Даун-Фалкенщайн († 1598), II. на 7 юни 1601 г. за граф Лудвиг Гюнтер фон Насау (1575 – 1604)
- Мехтилдис (1578 – 1578, 1590)
- Елизабет (1580 – 1611), омъжена на 21 октомври 1600 г. в Геролщайн за ландграф Георг Лудвиг фон Лойхтенберг (1563 – 1613), син на ландграф Лудвиг Хайнрих фон Лойхтенберг